# Rospigliani
Rospigliani (korsisch Ruspigliani) ist eine französische Gemeinde mit 70 Einwohnern (Stand 1. Januar 2022) im Département Haute-Corse und in der Region Korsika. Sie gehört zum Arrondissement Corte und zum Kanton Fiumorbo-Castello. Die Gegend um Rospigliani ist bekannt für die korsischen Schwarzkiefern und wird wegen der vielen kleinen und kurvigen Straßen gern von Motorradfahrern heimgesesucht.

## Geographie
Rospigliani liegt auf einer Höhe zwischen 238 und 1450 m, der Ort selbst liegt auf etwa 655 m. Das Gemeindegebiet umfasst insgesamt 982 ha (9,82 km²). Der Ort liegt am Nordosthang des Col d’Erbajo, der eine Höhe von 1250 m erreicht. An das Straßennetz ist der Ort von Norden über Noceta durch die Departementsstraßen D43/D143 angebunden. Nach Süden erreicht man Vezzani.

## Bevölkerungsentwicklung
| Jahr      | 1962 | 1968 | 1975 | 1982 | 1990 | 1999 | 2007 | 2014 | 2020 |
| Einwohner | 122  | 121  | 95   | 72   | 62   | 78   | 82   | 80   | 69   |

## Sehenswürdigkeiten
Zu den sehenswerten Bauwerken gehört die Pfarrkirche St. Martin. Diese ist mittelalterlichen Ursprungs und wurde in den letzten Jahren umgestaltet und umgebaut.

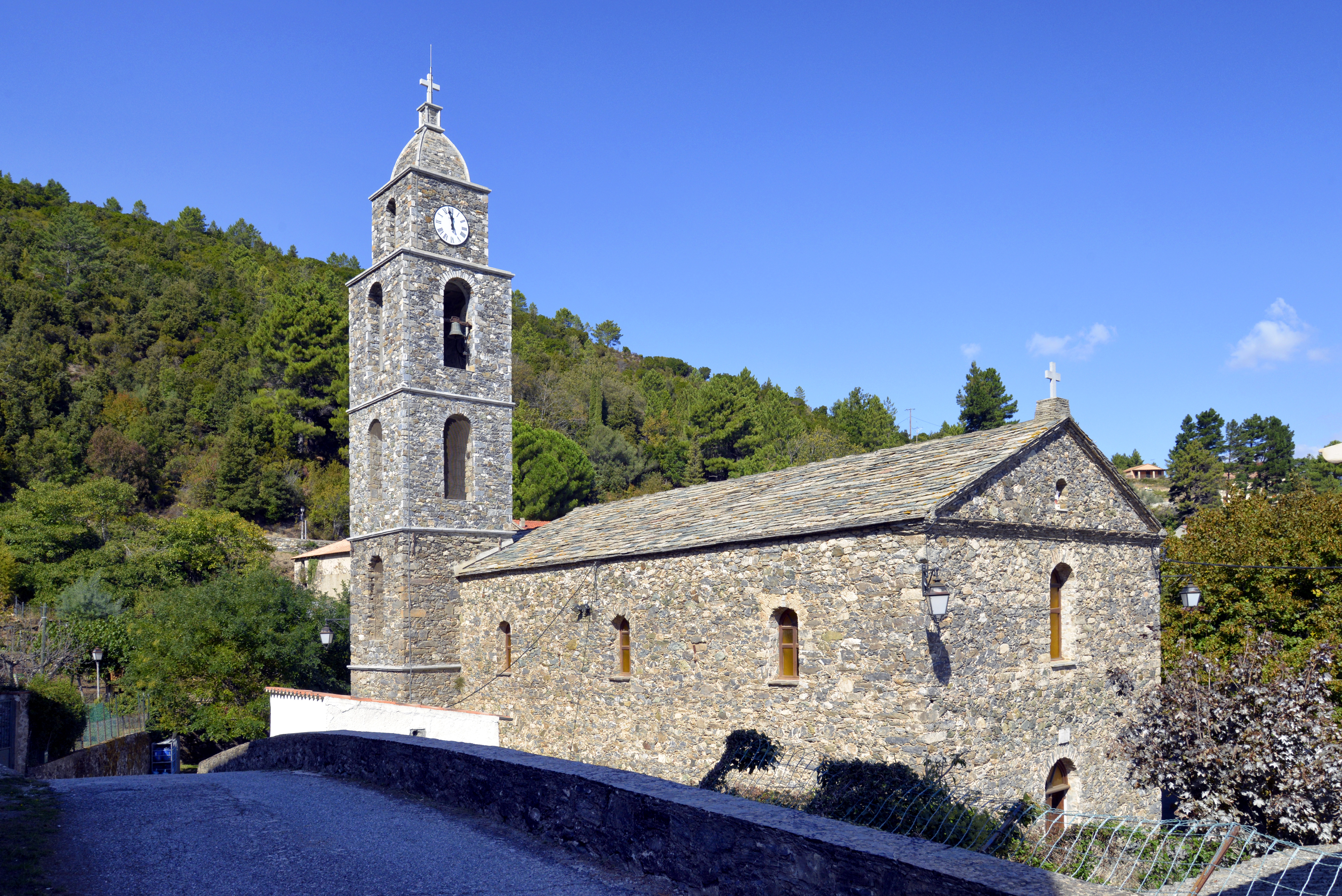
Kirche Saint-Martin